# Djoao Lobles
Djoao Liam Lobles (* 14. Januar 2001 in Den Helder) ist ein niederländischer Mittelstreckenläufer, der sich auf den 800-Meter-Lauf spezialisiert hat.

## Sportliche Laufbahn
Erste internationale Erfahrungen sammelte Djoao Lobles im Jahr 2017, als er beim Europäischen Olympischen Jugendfestival in Győr in 1:50,72 min die Goldmedaille gewann. Im Jahr darauf erreichte er dann bei den U18-Europameisterschaften ebendort das Halbfinale und schied dort mit 1:56,03 min. 2019 erreichte er dann bei den U20-Europameisterschaften in Borås in 1:58,30 min Rang acht. 2021 startete er bei den Halleneuropameisterschaften in Toruń und schied dort mit 1:50,29 min in der ersten Runde aus. Im Juli klassierte er sich dann bei den U23-Europameisterschaften in Tallinn mit 1:46,48 min auf dem fünften Platz und wurde mit der niederländischen 4-mal-400-Meter-Staffel im Finale disqualifiziert.
2020 wurde Lobles niederländischer Meister im 800-Meter-Lauf im Freien sowie 2020 und 2021 in der Halle.

## Persönliche Bestleistungen
- 800 Meter: 1:45,93 min, 12. Juni 2021 in Nizza
  - 800 Meter (Halle): 1:46,65 min, 21. Februar 2021 in Apeldoorn